# Francia paradoxon
A francia paradoxon lényege, hogy a sok zsiradékot tartalmazó francia étrend – főként magas sajt-, vaj- és állatizsiradék-fogyasztás – ellenére a szív- és érrendszeri megbetegedések száma Franciaországban alacsonyabb, mint más, átlagosan kevesebb zsírt fogyasztó országokban. 
Az Egyesült Államokban 1991-ben a 60 Minutes című televíziós műsor a paradoxon feloldását a franciák által nagyobb mennyiségben fogyasztott vörösbor egészségre gyakorolt jótékony hatásában jelölte meg. Az Egyesült Államok bortermelői a szesztilalom 1933-as feloldása óta próbálták az ország társadalmát a borfogyasztásra nevelni, sikertelenül. A milliók által látott tévéműsor azonban egyetlen év alatt megnégyszerezte az amerikaiak borfogyasztását. A műsorban emlegetett merlot bora hamarosan igazi „branddé” vált, a fokozódó igény kielégítésére – elsősorban Kaliforniában – óriási területeken telepítették a szőlőfajtát. Ennek köszönhetően pár év leforgása alatt a merlot a világ legnépszerűbb, legnagyobb területen telepített szőlőfajtája lett, megelőzve az addig egyeduralkodó cabernet sauvignon telepítéseket.
A vörösborok mérsékelt fogyasztása valóban jó hatást gyakorol az egészségre. Kutatások bebizonyították, hogy a testes, mély színű vörösborok az antioxidáns anyagok leggazdagabb forrásai, a bennük található rezveratrol csökkentheti a szív- és érrendszeri betegségek valószínűségét.